# 安徽省大圹圩农场
安徽省大圹圩农场，是中国安徽省滁州市天长市下辖的一个类似乡级单位。

## 行政区划
安徽省大圹圩农场共辖以下地区：
大圹圩第一社区、大圹圩第二社区、大圹圩第三社区。